# Get Me Bodied
"Get Me Bodied" là một bài hát của nữ ca sĩ Beyoncé cho album phòng thu thứ hai của cô, B'Day (2006). Bài hát được viết bởi Beyoncé, Kasseem "Swizz Beatz" Dean, Sean Garrett, Makeba Riddick, Angela Beyincé, và Solange Knowles; sản xuất bởi Dean, Beyoncé Knowles và Sean Garrett. Beyoncé đã lấy cảm hứng từ cô em gái, Solange, và cựu thành viên của ban nhạc Destiny's Child là Kelly Rowland và Michelle Williams trong quá trình viết. Columbia Records phát hành "Get Me Bodied" là đĩa đơn thứ bảy và cuối cùng của album tại Mỹ vào ngày 10 tháng 7 năm 2007.
Bài hát mang nội dung Beyoncé là nhân vật nữ chính sẽ ra một buổi tối trong một bộ trang phục và tóc đẹp, phủi hơi nước lên sàn nhảy và chắc chắn rằng cô ấy gọi thân mình là vật không thể cưỡng lại. Bài hát được nhận những phản hồi tích cực bởi các nhà phê bình âm nhạc đương đại, người khen âm thanh phụ của nó và giọng hát của Beyoncé. Hiệp hội Nhà soạn nhạc, Tác giả và Nhà phát hành Hoa Kỳ (ASCAP) công nhận bài hát là ca khúc R&B/Hip-Hop của năm 2007. "Get Me Bodied" bước đầu đạt đến vị trí số 68 tại Hoa Kỳ (Billboard Hot 100) trong năm 2007, nhưng do một video virus nên đã đạt đến vị tí số 46 vào năm 2013.
Video âm nhạc đi kèm của nó đã được đồng đạo diễn của Beyoncé và Anthony Mandler, và lấy cảm hứng từ "The Frug" - bộ phim Bob Fosse của vở nhạc kịch Broadway ngọt ngào. Solange, Rowland, và Williams diễn những vai phụ. Đoạn clip đã được đề cử cho Video của năm tại VH1 Soul Vibe Awards năm 2007. "Get Me Bodied" được hỗ trợ do Beyoncé với màn trình diễn trực tiếp trên các tour lưu diễn thế giới của cô và tại BET Awards năm 2007. Vào tháng 4 năm 2011, Beyoncé lại thu âm bài hát và đặt lại tên cho bài hát là "Move Your Body" cho chiến dịch Let's Move! Flash Workout. Video hướng dẫn các thói quen tập thể dục được quay để phân phối cho các trường học tham gia chiến dịch.

## Biểu diễn trực tiếp

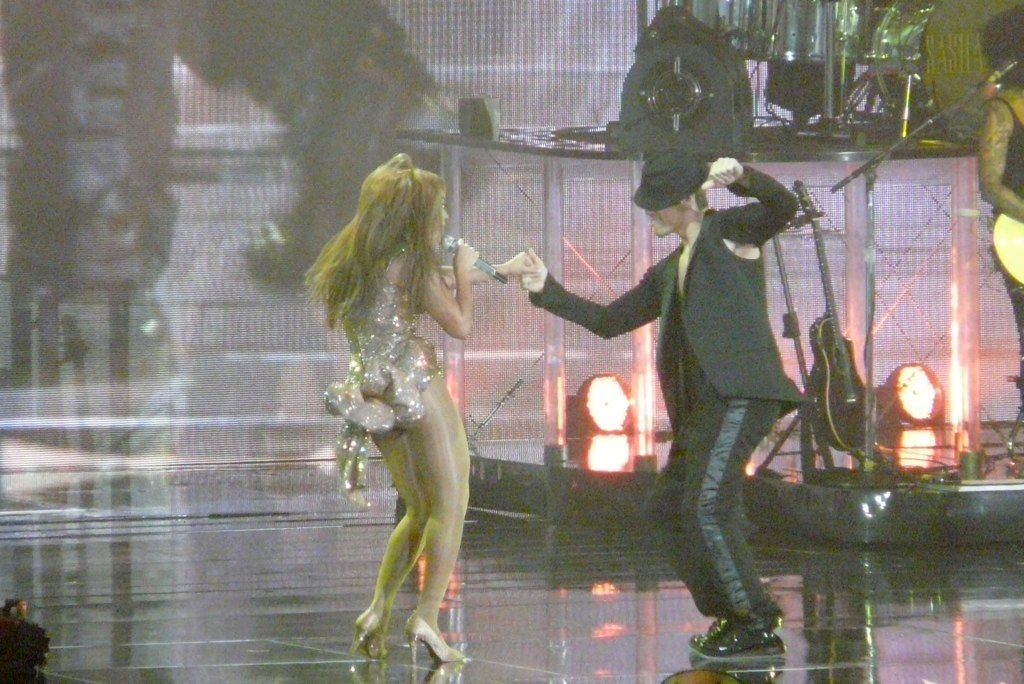
Beyoncé đang biểu diễn "Get Me Bodied" tại tour lưu diễn I Am... World Tour, 2009

Beyoncé lần đầu biểu diễn trực tiếp "Get Me Bodied" tại giải thưởng BET Awards năm 2007 vào ngày 27 tháng 6. She was wearing a gold robot gear, which she whittled down to sleek gold lame pants and a matching bra top. Trong khi cô ấy đang hát, người em gái-ca sĩ của cô Solange Knowles và người bạn là thành viên cũ của nhóm nhạc Destiny Child Michelle Williams xuất hiện để nhảy đằng sau Beyoncé. Sau khi cô biểu diễn xong, Beyoncé và Williams xuất hiện trên sân khấu với Rowland để hoàn thành cuộc hội ngộ của Destiny Child. Sandy Cohen của Associated Press mô tả phần trình diễn của Beyonce là một "show-stopping". Một tác giả của Rap-Up viết rằng Beyoncé "đã giết show diễn đêm đó" với "phần trình diễn tuyệt vời nhất đêm đó". Mặc dù được biểu diễn trực tiếp trên truyền hình, "Get Me Bodied" vẫn là một phần của danh sách dự kiến trên ba trong số các tour lưu diễn thế giới của Beyonce.

## Danh sách bài hát
- Đĩa đơn CD tại Hoa Kỳ[5]

1. "Get Me Bodied" (Radio Edit) – 4:00
2. "Get Me Bodied" (Extended Mix) – 6:18

- Đĩa đơn CD Maxi tại Hoa Kỳ

1. "Get Me Bodied" (Extended Mix) – 6:21
2. "Get Me Bodied" (Timbaland Remix hợp tác với Voltio) – 6:17
3. "Get Me Bodied" (Timbaland Remix hợp tác với Fabolous) – 4:50

## Xếp hạng
| Bảng xếp hạng                            | Vị trí cao nhất |
| ---------------------------------------- | --------------- |
| Hoa Kỳ Billboard Hot 100                 | 46              |
| Hoa Kỳ Hot R&B/Hip-Hop Songs (Billboard) | 10              |
| Hoa Kỳ R&B Songs (Billboard)             | 5               |
| Hoa Kỳ Pop 100 (Billboard)               | 88              |

| Bảng xếp hạng (2007)         | Vị trí |
| ---------------------------- | ------ |
| Hoa Kỳ Hot R&B/Hip Hop Songs | 26     |